# Power Games: The Packer-Murdoch Story
Power Games: The Packer-Murdoch Story es una miniserie australiana transmitida del 8 de septiembre del 2013 hasta el 15 de septiembre del 2013 por medio de la cadena Nine Network.
La miniserie se centra en el período de 1960 a 1975 cuando los clanes de las familias Packer y Murdoch chocaron mientras peleaban por el control en la industria del periódico y la televisión en Australia.
La serie contó con la participación de los actores Paul Gleeson, Olivia McNamara, Hailey McQueen, entre otros...

## Historia
La rivalidad entre las familias Murdoch y Packer se remonta a 1960 cuando Sir Frank Packer intentaba hacerse cargo del "Anglican Press", el cual era dueño de una imprenta que lo ayudaría a tomar el "Cumberland Press" propiedad del joven y ambicioso Rupert Murdoch.

## Personajes

### Personajes Principales
| Actor             | Personaje               | Trabajo                  | Episodios |
| ----------------- | ----------------------- | ------------------------ | --------- |
| Lachy Hulme       | Sir Frank Packer        | Magnate de Medios        | 2         |
| Luke Ford         | Kerry Packer            | Magnate                  | 2         |
| Patrick Brammall  | Rupert Murdoch          | Magnate de Medios        | 2         |
| Alexander England | Clyde Packer            | Empresario               | 2         |
| Stephen Leeder    | John "Blackjack" McEwen | Político                 | 2         |
| Hamish Michael    | Bruce Gyngell           | Ejecutivo de Televisión  | 2         |
| Heather Mitchell  | Lady Gretel Packer      | Primera Esposa de Frank  | 2         |
| Anne Looby        | Lady Florence Packer    | Segunda Esposa de Frank  | 2         |
| Maeve Dermody     | Anna Torv-Murdoch       | Segunda Esposa de Rupert | 2         |

### Personajes Secundarios
| Actor             | Personaje               | Trabajo                  | Episodios |
| ----------------- | ----------------------- | ------------------------ | --------- |
| Mirrah Foulkes    | Patricia Booker-Murdoch | Primera Esposa de Rupert | 2         |
| Charlton Hill     | Bill Jenkings           | Escritor & Reportero     | 2         |
| David Roberts     | David McNicoll          | Periodista & Columnista  | 2         |
| Lewis Fitz-Gerald | Alan Reid               | Periodista               | 2         |
| Bruce Myles       | William McMahon         | Tesorero                 | 2         |
| Kit Bennett       | Julie Rigg              | Presentadora & Crítica   | 2         |
| Kathryn Beck      | Anoushka                | -                        | 2         |
| Kim Knuckey       | Alfred                  | -                        | 2         |
| Benson Simpson    | Gavin                   | -                        | 2         |
| Nicholas Bell     | Rupert Henderson        | Periodista               | 1         |
| Richard Sydenham  | Adrian Deamer           | Periodista               | 1         |
| Alan Dukes        | Frank Browne            | Editor & ex-Boxeador     | 1         |
| Ben Ager          | ALbert "Larry" Lamb     | Editor                   | 1         |
| Alan Dearth       | Sir Robert Menzies      | Primer Ministro          | 1         |
| Damian Rice       | Ken May                 | -                        | 1         |

## Premios y nominaciones
| Año  | Categoría                                                       | Premio                            | Nominado (a)                          | Resultado |
| ---- | --------------------------------------------------------------- | --------------------------------- | ------------------------------------- | --------- |
| 2014 | Television Mini-Series - Original                               | AWGIE Award                       | David Caesar & Samantha Winston       | Nominados |
| 2014 | TV Mini Series                                                  | Australian Director's Guild Award | Geoff Bennett                         | Nominado  |
| 2014 | Most Outstanding Actor                                          | Silver Logie Award                | Lachy Hulme                           | Ganó      |
| 2014 | Most Outstanding Miniseries or Telemovie                        | Silver Logie Award                | Power Games: The Packer-Murdoch Story | Nominado  |
| 2014 | Best Lead Actor in a Television Drama                           | AACTA Award                       | Lachy Hulme                           | Ganó      |
| 2014 | Best Guest or Supporting Actor in a Television Drama (Part 2)   | AACTA Award                       | Luke Ford                             | Ganó      |
| 2014 | Best Guest or Supporting Actor in a Television Drama (Part 1)   | AACTA Award                       | Alexander England                     | Nominado  |
| 2014 | Best Guest or Supporting Actress in a Television Drama (Part 1) | AACTA Award                       | Heather Mitchell                      | Nominada  |
| 2014 | Best Telefeature or Mini Series                                 | AACTA Award                       | John Edwards & Jodi Matterson         | Nominados |
| 2014 | Best Direction in a Television Drama or Comedy (Part 1)         | AACTA Award                       | Geoff Bennett                         | Ganó      |
| 2014 | Best Screenplay in Television (Part 1)                          | AACTA Award                       | Samantha Winston                      | Nominada  |
| 2014 | Best Editing in Television (Part 1)                             | AACTA Award                       | Mark Perry                            | Nominado  |

## Episodios
La primera parte de la miniserie fue transmitida el 8 de septiembre de 2013 y obtuvo un total de 793,0000 espectadores, mientras que la segunda se transmitió el 15 de septiembre de 2013 y tuvo un total de 773,0000 espectadores.

## Producción
La miniserie fue dirigida por Geoff Bennett y escrita por Sam Winston. Contó con la colaboración en la producción de "Southern Star Entertainment".
La miniserie comenzó sus filmaciones en mayo del 2013 en Sídney, Australia.